# Josep Macià i Macià
Josep Macià i Macià (Barcelona, 19 febrer de 1909 — l'Hospitalet de Llobregat, 20 de desembre de 1991) fou un periodista, actor, autor i director teatral barceloní vinculat a l'Hospitalet de Llobregat. Als anys 30, participà activament en grups teatrals de Collblanc i la Torrassa i fundà l'Agrupació Teatral del Poble. Durant la Guerra Civil Espanyola, s'incorporà a files i fou internat en camps de concentració.
La seva tasca a favor del teatre d'afeccionats el va dur a col·laborar amb l'entitat F.E.S.T.A., anagrama de "Foment de l'Espectacle Selecte i Teatre Associació", fundada l'any 1948. Després que dimitís el seu impulsor l'escriptor i polític barceloní Tomàs Roig i Llop, l'any 1972, Macià en va accedir a la presidència.
Després de la guerra, es reintegrà a l'activitat teatral, dirigint obres al Centre Parroquial de Sant Ramon. Entre 1960 i 1961, en dirigí cinc obres, incloent El diari d'Anna Frank. Impulsà un grup juvenil i edità el butlletí Centro fins al 1965, juntament amb J. Durán, fins que fou substituït per J. Vilamitjana.
A més de la seva trajectòria en el teatre, Macià també destacà en el món radiofònic amb diversos programes. Entre d'altres, fou el creador i locutor de «Les coses de Barcelona» a Ràdio España (1978-1984) i de «La ciudad de hoy y de siempre» a Ràdio Music, un espai bilingüe de caràcter local i participatiu.
A l'Hospitalet de Llobregat va desenvolupar una tasca com a corresponsal de diversos mitjans escrits, com "Solidaridad Nacional", "Tele Exprés", "Mundo Diario"i "La Vanguardia"
Morí el 20 de desembre de 1991 als 82 anys. L'enterrament se celebrà el 22 de desembre a la capella de l'Hospital de Bellvitge, a l'Hospitalet de Llobregat.

## Obra
- L'honor. Drama en tres actes (1935)[6]
- Gent de mar. Comèdia en un acte i prosa (abans de 1948)[7]